# Marcel-Alain Hilleret
Pour les articles homonymes, voir Arcadius (homonymie).
Alain Hilleret, né le 22 avril 1932 à Vannes (Morbihan) et mort le 20 mai 2019 à Villeneuve-Saint-Denis (Seine-et-Marne), est un écrivain français de science-fiction et de fantastique, connu entre autres sous les pseudonymes Arcadius et Allan George. Il est l'auteur de nombreuses nouvelles et de plusieurs romans de genres, dont certains inédits.

## Œuvres

### Romans
- 1961 : La Terre Endormie [en collaboration avec son frère, Georges Hilleret, journaliste], Hachette, Le Rayon fantastique no 81, 247 p.; couverture de Jean-Claude Forest .
- 1963 : Planète d'Exil, Hachette, Le Rayon fantastique no 110, 235 p, couverture de Jean-Claude Forest.

### Nouvelles
- 1958 : « Les Naufrageurs », Revue Fiction, no 60.
- 1959 : « Le recrutement », in La première anthologie de la science-fiction française, Fiction Spécial no 1.
- 1960 : « La Bête », Fiction Spécial no 2 ; réédition Journal d'un monstre ⁄ Anthologie, Gallimard, « Folio junior Science-Fiction », 1981.
- 1961 : « Le Bal », Revue Fiction no 86 ; in Dans la comète et autres récits du cosmos, Gallimard, coll. « Folio Junior SF » no 12, 1982.
- 1961 : « Deux heures de sursis », in Revue Fiction no 961.
- 1963 : « Chronique des rapaces » ; réédition En un autre pays ⁄ Anthologie de la Science-Fiction française 1960-1964, Seghers, « Constellations », 1976.
- 1964 : « La pierre », in Anthologie de la science-fiction française, Fiction Spécial no 5.
- 1965 : « La Chanson perdue », Revue Fiction no 145.
- 1967 : « Lettre à qui comprendra », in Mercury no 15.